# The Darkness
The Darkness je britská glam rocková a glam metalová skupina, která působila v letech 2000 až 2007. Vydala dvě úspěšná alba, několik singlů a vrátila do hry zapomenutý glam rock. V roce 2011 oznámila comeback doprovázený novým albem a turné.

## Začátky
Základ tvořili bratři Justin a Dan Hawkinsové. Oba jsou vynikající kytaristé, Justin navíc i pianista a klávesista. Po střední škole Dan odjel do Londýna, kde potkal Frankieho Poullaina, a Justin nastoupil na vysokou školu. Oboje mělo na vznik skupiny velký vliv.
Nápad založit skupinu vznikl v hlavě Dana Hawkinse, když jeho starší bratr na jednom novoročním večírku zpíval karaoke písně „Bohemian Rhapsody“ od skupiny Queen. Svým výkonem zcela ohromil všechny přítomné a byl tudíž jasný i směr, jímž se bude skupina ubírat. Oba bratři přizvali své známé a nakonec vznikla skupina The Darkness v podání Dana Hawkinse s kytarou, Eda Grahama u bicích, kamaráda Justina a Dana ze střední školy, Frankieho Poullaina – jediného zkušeného hudebníka – s basovou kytarou a samozřejmě Justina Hawkinse, nejvýraznější osobností skupiny, s kytarou, klávesami, piánem a charakteristickým hlasem a kostýmy.
The Darkness začali okamžitě dohromady dávat první materiál a rozesílali ho po nahrávacích společnostech. Nikde o ně ale nestáli. Účastnili se tedy různých konkurzů a soutěží, ale ani tak neuspěli. Nakonec za vlastní peníze vydali v roce 2002 EP „I Believe In A Thing Called Love“, které poměrně uspělo. Skupina také uspořádala několik promo koncertů a pomalu, ale jistě si začala budovat základnu fanoušků.

## Permission To Land 2003–2004
Nakonec se dohodli s nahrávací společností a vydali album Permission To Land (Povolení přistát). Název vystihuje jejich image v prvních letech, protože v jejich videoklipech i promo fotkách se často objevoval motiv vesmírné lodi. Dojem původu z jiné planety je jedna z věcí, kterou skupina „ukradla“ rockovým velikánům 70. a 80. let. Další byly pestré kostýmy či pózy, v nichž se vyžíval Justin Hawkins.
Album se stalo velmi úspěšným a z The Darkness se stala především ve Velké Británii obrovská rocková senzace. Dobyli ale rovněž téměř celý svět. Získali mimo jiné za toto album tři ceny BRIT Awards. Albu předcházel singl „Get Your Hands Off My Woman“, který se stal nejméně úspěšný v historii The Darkness, přesto si vedl poměrně dobře. Další „Growing On Me“, „I Believe In A Thing Called Love“ a „Love Is Only A Feeling“ se staly na ostrovním království hity. Mimo ně The Darkness vydali ještě v prosinci 2003 vánoční singl „Christmas Time (Don't Let The Bells End)“, s nímž chtěli dobýt vánoční hitparádu. Nakonec ale skončili až druzí.
Hned první album rozdělilo posluchače na dvě skupiny – jedni The Darkness milovali, jedni nenáviděli.

## One Way Ticket To Hell... And Back 2005–2006
Po celosvětovém turné začali připravovat další album, které vyšlo na podzim 2005 s názvem One Way Ticket to Hell... and Back. Nastaly ovšem problémy a to, když skupinu opustil basák Frankie Poullain. Dodnes se neví, kvůli čemu přesně. Nahradil ho kytarový technik The Darkness Richie Edwards.
Album neuspělo ovšem tolik jako první. Ani singly „One Way Ticket“, „Is It Just Me?“ a „Girlfriend“ prodej nezvedly. To velice těžce nesl zpěvák Justin Hawkins, který začal ještě intenzivněji brát drogy. S tím začal v roce 2003, kdy skupina prvně výrazně zabodovala s písní I Believe In A Thing Called Love. Své dávky zvýšil do té míry, že to už nebylo únosné ani pro něj, ani pro jeho okolí. V létě 2006 tedy odešel do léčebny. Skupina zatím připravovala další album. Po svém návratu Justin ještě přibližně měsíc strávil ve skupině, nakonec ale odešel. Řekl k tomu, že je mu to líto, ale nemůže v The Darkness dále skládat, hrát a zpívat bez drog. Přiznal také, že v průběhu necelých tří let utratil téměř 5 milionů korun za kokain.
Skupina přijala dalšího člena Tobyho MacFarlainea a zpěvákem se stal basák Richie Edwards. Na začátku roku 2007 ale skupina oznámila, že končí pod názvem The Darkness. Naplnila se tak slova hudebních odborníků, že bez Justina Hawkinse skupina The Darkness skončila. Dodnes se konec kapely datuje na podzim 2006, kdy Justin skupinu opustil, nikoli až na rok 2007.

## Další projekty
Ze sestavy Dan Hawkins, Ed Graham, Richie Edwards a Toby MacFarlaine se stala metalová a hardrocková skupina Stone Gods, která do dnešního dne vydala jedno, poměrně neúspěšné album.
Justin Hawkins již v roce 2005 oznámil, že pracuje na sólovém albu pod pseudonymem British Whale. Vydal ovšem pouze coververzi písně „This Town Ain't Big Enough For Both Of Us“ od Sparks v roce 2005 a poté v roce 2007 fotbalovou hymnu „England“. V tomtéž roce se zúčastnil konkurzu do soutěže Eurovision Song Contest. Zpíval duet vlastní písně „They Don't Make 'Em Like They Used To“ se svou kamarádkou Beverlei Browin. Nevyhráli ovšem ani národní výběr, když diváci zvolili skupinu The Scooch, která ovšem ve finálním kole soutěže naprosto propadla. Zúčastnil se také charitativní akce Comic Relief. V roce 2008 založil novou skupinu Hot Leg, která vydala jedno poměrně neúspěšné album.

## Obnovení
V roce 2010 se objevily zprávy, že Dan a Justin Hawkinsové dávají dohromady nový materiál. V červenci 2010 ale Justin na svém profilu na Twitteru oznámil, že žádná reforma se nekoná. V prosinci 2010 ovšem jak Hot Leg, tak Stone Gods oznámili pauzu, což vyústilo v další spekulace o návratu The Darkness. Dan Hawkins to údajně potvrdil.
Oficiální oznámení návratu The Darkness proběhlo 15. března 2011. Skupina začala znovu fungovat a to se všemi originálními členy – Justinem Hawkinsem, Danem Hawkinsem, Frankie Poullainem a Edem Grahamem. Skupina následně naplánovala comebackové koncerty po evropských festivalech a v Japonsku, v listopadu proběhlo turné po Velké Británii.
Nové, v pořadí třetí album vyšlo 20. srpna 2012 pod názvem Hot Cakes. Hudebně mělo podle slov Justina Hawkinse jít o návrat k první desce Permission To Land. Prvním singlem má být skladba „Every Inch Of You“. Několik písní z alba skupina představila na koncertech a vydali zdarma ke stažení promo singl „Nothing's Gonna Stop Us“. V roce 2012 se The Darkness také měli objevit jako předskokani na evropské části turné The Born This Way Ball Tour zpěvačky Lady GaGa.
V září 2014 začali pracovat na novém albu. Bubeníka Eda Grahama nahradila Emily Dolan Davies. Ta se ještě stihla objevit ve videích k singlům Barbarian a Open Fire, ale už v dubnu ji za bicí soupravou nahradil Rufus Taylor, syn bubeníka skupiny Queen Rogera Taylora. Album Last of Our Kind bylo vydáno v červnu 2015.
Prvním, které s nimi nahrál Taylor, se stalo album Pinewood Smile, vydané v říjnu 2017. Zatím posledním albem je Easter is Cancelled, vydané v říjnu 2019.

## Diskografie

### Alba
- Permission to Land (2003)
- One Way Ticket to Hell... and Back (2005)
- Hot Cakes (2012)
- Last of Our Kind (2015)
- Pinewood Smile (2017)
- Easter is Cancelled (2019)

### Singly
- Get Your Hands Off My Woman (2003)
- Growing On Me (2003)
- I Believe In A Thing Called Love (2003)
- Christmas Time (Don't Let The Bells End) (2003)
- Love Is Only A Feeling (2004)
- One Way Ticket (2005)
- Is It Just Me? (2006)
- Girlfriend (2006)
- Every Inch Of You (2012)

### EP
- I Believe In A Thing Called Love (2002)

## Ocenění
V roce 2004 The Darkness získali 4 nominace na ceny BRIT Awards, tři z nich vyhráli (Nejlepší skupina, Nejlepší rocková skupina, Nejlepší album).